# شقران هندي
شقران هندي (الاسم العلمي: Puccinia indica) هو نوع من الفطريات يتبع جنس الشقران من الفصيلة الشقرانية.